# Dysdera mahan
Dysdera mahan es una especie de arañas araneomorfas de la familia Dysderidae.

## Distribución geográfica
Es endémica de las Canarias orientales (España).